# Agência SP
Agência SP é uma agência de notícias vinculada ao Governo do Estado de São Paulo, criada em 22 de agosto de 2024 para divulgar informações institucionais da administração estadual. A plataforma foi desenvolvida pela Secretaria de Comunicação (Secom) com o objetivo de reunir conteúdos oficiais e disponibilizá-los ao público e à imprensa.

## Histórico e criação
A Agência SP foi instituída pela Resolução 4/2024, publicada no *Diário Oficial do Estado de São Paulo*, que estabeleceu diretrizes para sua atuação, incluindo princípios de impessoalidade, credibilidade e transparência na comunicação institucional. Sua criação segue o modelo de outras agências públicas de notícias, como a Agência Brasil, que atua em nível nacional desde 1990.[carece de fontes?]
O lançamento da agência ocorreu no Palácio dos Bandeirantes, sede do governo paulista, e incluiu uma entrevista coletiva com o governador Tarcísio de Freitas, transmitida ao vivo. Durante o evento, foram apresentadas as funcionalidades da plataforma e a proposta de consolidar a comunicação institucional do estado.

## Funcionamento
A Agência SP publica conteúdos em diferentes formatos, como textos, vídeos, áudios e transmissões ao vivo. O material está disponível no site oficial e é distribuído por canais institucionais, incluindo WhatsApp e e-mails direcionados à imprensa.
Além da produção de conteúdo próprio, a Agência SP tem sido citada por veículos de comunicação nacionais, que utilizam suas informações em reportagens sobre economia, segurança pública e eventos estaduais.

## Repercussão
A criação da Agência SP gerou discussões sobre o papel da comunicação institucional e sua relação com a imprensa. A iniciativa centraliza a distribuição de informações oficiais do estado, podendo ser uma das fontes da produção editorial da imprensa.